# 聚业大街站
聚业大街站是长春轨道交通6号线的地铁站，位于中国吉林省长春市南关区永顺路与聚业大街交叉口，于2024年3月28日开通。

## 车站结构
聚业大街站位于永顺路与聚业大街交叉口，沿永顺路设置，呈东西走向，为地下二层岛式站台车站，车站长223.7米，车站地下一层为站厅层，地下二层为站台层，站台设置全高站台门。
| 地面              | 出入口 | A、B、C、D出入口                                                                                              |
| 地下一层          | 站厅   | 客服中心、自动售票机、验票机                                                                                  |
| 地下二层          | 站台   | \| \| \| █ 6号线往双丰（樱花街） \| \| 島式 · 開左邊车门 \| \| \| \| \| \| █ 6号线往长影世纪城（省博物院） \| |
|                   |        | █ 6号线往双丰（樱花街）                                                                                       |
| 島式 · 開左邊车门 |        | |
|                   |        | █ 6号线往长影世纪城（省博物院）                                                                               |

## 车站出口
聚业大街站目前开放3个出入口，各出口及周围设施如下所示：
| 编号                  | 出入口信息               | 照片 | 无障碍设施 |
| --------------------- | ------------------------ | ---- | ---------- |
| 出口 · A              | 永顺路北侧，聚业大街西侧 |      | 不適用     |
| 出口 · C · 升降机标志 | 永顺路南侧，聚业大街东侧 |      |            |
| 出口 · D              | 永顺路南侧，聚业大街西侧 |      | 不適用     |
| 註： 設有             |                          |      |            |

## 接驳交通

### 公交车
| 聚业大街 | 聚业大街       | 聚业大街 | 聚业大街     | 聚业大街 |
| 编号     | 路线           | 路线     | 路线         | 备注     |
| -------- | -------------- | -------- | ------------ | -------- |
| T68      | 吉林省博物馆   | ⇆        | 华庆路地铁站 | 原 68A   |
| T69      | 天工路轻轨车场 | ⇆        | 长影世纪城   | 原 68B   |

## 车站历史
本站工程名与正式站名均为聚业大街站，以车站横跨的聚业大街命名。
- 2021年10月27日，车站装配结构完工[2]。
- 2024年3月28日，车站随6号线通车开通[1]。